# هاري بوين
هاري بوين (بالإنجليزية: Harry Bowen)‏ هو ممثل أمريكي، ولد في 4 أكتوبر 1888 في بروكلين في الولايات المتحدة، وتوفي في 5 ديسمبر 1941 في لوس أنجلوس في الولايات المتحدة.

## وصلات خارجية
- هاري بوين على موقع IMDb (الإنجليزية)
- هاري بوين على موقع ألو سيني (الفرنسية)
- هاري بوين على موقع تيرنر كلاسيك موفيز (الإنجليزية)
- هاري بوين على موقع أول موفي (الإنجليزية)
- هاري بوين على موقع قاعدة بيانات الأفلام السويدية (السويدية)
- هاري بوين على موقع قاعدة بيانات الفيلم (الإنجليزية)
- هاري بوين على موقع كينوبويسك (الروسية)